# Березина (Хмельницкая область)
Березина (укр. Березина) — село в Волочисском районе Хмельницкой области Украины.
Население по переписи 2001 года составляло 14 человек. Почтовый индекс — 31234. Телефонный код — 3845. Занимает площадь 0,31 км². Код КОАТУУ — 6820985302.

## Местный совет
31234, Хмельницкая обл., Волочисский р-н, с. Пахутинцы